# Val-de-Sos
Val-de-Sos ist eine französische Gemeinde mit 571 Einwohnern (Stand 1. Januar 2022) im Département Ariège in der Region Okzitanien. Sie gehört zum Arrondissement Foix und zum Kanton Sabarthès.
Sie entstand als Commune nouvelle mit Wirkung vom 1. Januar 2019 durch die Zusammenlegung der bisherigen Gemeinden Vicdessos, Goulier, Sem und Suc-et-Sentenac, die in der neuen Gemeinde den Status einer Commune déléguée haben. Der Verwaltungssitz befindet sich im Ort Vicdessos.

## Gliederung
| Ortsteil                      | ehemaliger INSEE-Code | Fläche (km²) | Einwohnerzahl zum 1. Januar 2022 |
| ----------------------------- | --------------------- | ------------ | -------------------------------- |
| Goulier                       | 09135                 | 10,22        | 041                              |
| Sem                           | 09286                 | 05,22        | 017                              |
| Suc-et-Sentenac               | 09302                 | 31,69        | 057                              |
| Vicdessos (Verwaltungssitz)00 | 09334                 | 06,01        | 456                              |

## Lage
Die Gemeinde liegt in den Pyrenäen, im Regionalen Naturpark Pyrénées Ariégeoise. Nachbargemeinden sind Rabat-les-Trois-Seigneurs im Nordwesten, Gourbit im Norden, Orus im Nordosten, Illier-et-Laramade im Osten, Lercoul im Südosten, Auzat im Süden und Le Port im Westen.

## Gemeindepartnerschaften
Mit der italienischen Gemeinde Quero Vas in der Provinz Belluno (Venetien) besteht seit 2010 eine Partnerschaft.